# Тереза Баварська
Принцеса Тереза Шарлотта Маріанна Августа Марія Баварська (нім. Therese Charlotte Marianne Auguste von Bayern Therese Charlotte Marianne Auguste von Bayern; 12 листопада 1850, Мюнхен — 19 грудня 1925, Ліндау) — німецька мандрівниця, ботанік, зоолог і етнограф, принцеса Баварського королівського дому.

## Біографія
Принцеса Тереза — єдина дочка принца-регента Баварії Луїтпольда і його дружини Августи Фердинанди Австрійської і сестра майбутнього короля Баварії Людвіга III. По матері Тереза походила з родини імператриці Марії Терезії. Ще в дитинстві принцеса цікавилася життям рослин і тварин, а також мовами.
У 1864 році померла мати Терези, і в тому ж році на престол Баварії сходить її двоюрідний брат Людвіг II. Тереза закохується в його брата Отто, проте той психічно захворює (як і король Людвіг II) і оголошується нездатним правити країною (як згодом і його правлячий брат). У зв'язку з цією трагедією, Тереза не виходить заміж і присвячує себе науковим інтересам. Вона вивчає зоологію, ботаніку, етнографію, природні та соціальні науки самостійно, так як у другій половині XIX століття жінки в Баварії в гімназії і університети ще не приймалися. Тереза вільно володіла 12 мовами.
У 1871 році принцеса починає свої тривалі подорожі по Європі (в тому числі і по Росії) і по Північній Африці, завжди інкогніто, в супроводі лише трьох осіб прислуги. У 1898 році вона здійснює свою знамениту, що тривала півроку, поїздку через всю Південну Америку, протягом якої вона зібрала багатющу колекцію зоологічних, ботанічних і етнографічних експонатів. Маршрут цієї експедиції пройшов від островів Карибського моря через всю Колумбію, перетнув Анди і далі, вздовж тихоокеанського узбережжя через Еквадор, Перу до чилійському порту Вальпараїсо. Звідти на возі, запряженому кіньми, принцеса вдруге перетнула Анди і попрямувала до Буенос-Айресу, звідки 21 жовтня 1898 року морем вирушила до Європи. Тільки зібрана експедицією Терези колекція риб склала 228 примірників, що належали до 91 виду, з яких 8 видів були доти невідомі науці. У 1893 році Тереза зробила аналогічну подорож по Північній Америці, особливо цікавлячись життям індіанців південно-західній частині США і Мексики. Великі етнографічні колекції, зібрані нею, нині зберігаються в Мюнхенському етнографічному музеї.
Після смерті свого батька Тереза більше не подорожує, але займається питаннями соціального захисту населення і поліпшення ситуації в жіночій освіті.
У 1892 році Тереза Баварська стає почесним членом Баварського географічного товариства, членом Баварської академії наук. З 1897 року вона — почесний доктор філософії Мюнхенського університету .

## Твори (вибране)
- Reiseeindrücke und Skizzen aus Russland. Stuttgart 1885.
- Über mexikanische Seen. Wien 1895.
- Meine Reise in die Brasilianischen Tropen. Dietrich Remmer, Berlin тисячі вісімсот дев'яносто сім.
- Einiges über die Pueblo-Indianer. In: Völkerschau 2 1902, 4-6, 38-42.
- Reisestudien aus dem westlichen Südamerika. 2 Bände. Berlin 1908.

## Фільми
- Wolfgang Voelker: Prinzessin Therese von Bayern — Forscherin, Sammlerin, Weltreisende. Dokumentarfilm, 1997, gesendet auf Phoenix am Sa, 15. Februar 2003 21.00 Uhr (Google-Cache der Phoenix-Seite[недоступне посилання з червня 2019])